# 403 f.Kr.

## Händelser

### Efter plats

#### Grekland
- Thrasybulos leder det demokratiska motståndet mot den nya oligarkiska regering, känd som de trettio tyrannerna, som de segerrika spartanerna har påtvingat Aten. Han för befälet över en liten styrka, som invaderar Attika och, i därpå följande fältslag, först besegrar en spartansk garnison och därefter den oligarkiska regeringens styrkor (inklusive den spartanske generalen Lysander) i slaget vid Munychien. De trettio tyrannernas ledare, Kritias, stupar i slaget.
- Slaget vid Pireus utkämpas mellan atenska styrkor, som har besegrat de trettio tyrannerna och ockuperat Pireus, och en spartansk styrka, som har skickats att kämpa mot dem. I slaget lyckas spartanerna nätt och jämnt besegra atenarna, varvid båda sidor lider stora förluster. Efter slaget får den agiadiske kung Pausanias av Sparta till stånd ett avtal mellan de två parterna, som möjliggör en återförening mellan Aten och Pireus och återupprättandet av en demokratisk regering i Aten. De återstående oligarkiska trettio tyrannerna ges möjlighet att fly till Eleusis.
- Thrasybulos återupprättar Atens demokratiska institutioner och ger amnesti åt alla utom de oligarkiska extremisterna. Thrasybulos får hjälp av den atenske oratorn Lysias med att föra sin talan mot oligarkerna.
- Den atenske oratorn och politikern Andokides, som är en av dem, som har anklagats för vanhelgandet av Hermastatyerna, kvällen före den atenska sicilienexpeditionens avfärd 415 f.Kr., återvänder från sin exil under den allmänna amnestin.

#### Kina
- Den kinesiska staten Jin delas mellan de tre starkaste landägarfamiljerna. Detta är början på De stridande staternas period.
- Markis Wen kommer till makten i staten Wei. Han uppmuntrar konfucianismen och anställer dugliga politiska rådgivare, såsom Li Kui, Wu Qi och Ximen Bao.